# Skelosyzygonia spinipes
Skelosyzygonia spinipes – gatunek błonkówki z rodziny Pergidae, jedyny przedstawiciel rodzaju Skelosyzygonia.

## Taksonomia
Gatunek ten został opisany w 1935 przez René Malaise. Jako miejsce typowe podano brazylijski stan Rio de Janeiro przy granicy ze stanem Minas Gerais. Holotypem był samiec.

## Zasięg występowania
Ameryka Południowa. Występuje w płd. Brazylii w stanach Rio de Janeiro i São Paulo.